# Raasay
Raasay ([ˈrˠa.arˠs̪əɾʲ]ⓘ (del gaélico escocés: Ratharsair) es una isla ubicada entre Escocia y la isla de Skye. Lugar donde nació el poeta Sorley MacLean, que formó parte del movimiento iliterario conocido como el Renacimiento escocés.
Raasay significa "isla del corzo". El nombre se escribe a veces en gaélico con la grafía Ratharsaigh, que es una "gaelización" de la forma inglesa. El término apropiado en gaélico es Ratharsair, tal como aparece en los escritos de Sorley MacLean.

## Descripción
Teniendo en cuenta su población de alrededor de un poco más de un centenar de habitantes, las principales actividades económicas de la isla son el turismo y el transporte que hace la compañía de transbordadores. El transbordador que conecta Raasay con Sconser, en la isla de Skye, realiza su trayecto en unos quince minutos. Sólo hay una escuela primaria en la isla, por lo que los alumnos de mayor edad y los que finalizaron los estudios primarios deben viajar a Portree, en Skye. Entre los lugares de interés turístico se incluyen los restos de un broch, las ruinas del castillo de Brochel, rocas con inscripciones y la antigua casa señorial de Raasay (Raasay House).

## Flora y fauna
El ratón campestre de Raasay (Clethrionomys glareolus erica) es una especie de ratón de campo que puede encontrarse en Raasay.  Es más oscuro y grande que los de las tierras altas escocesas y no se encuentra en ninguna otra parte del mundo. También existe una rica variedad de plantas, de águilas reales (Aquila chrysaetos), de ciervos rojos (cervus elaphus), de nutrias y hay también una gran población de conejos grises. Se pueden observar frecuentemente águilas pescadoras.

## Geografía
Tiene una longitud de 22.5 kilómetros de norte a sur y de 5 kilómetros de este a oeste en su sector más ancho. El punto más alto de la isla es el Caan Dun, un pico de cima aplanada y 443 metros de altitud. Limita con la pequeña isla de Rona Sur por su costa norte. La principal población es Inverarish, que se encuentra en la costa sureste de la isla. Una parte de Inverarish sirvió como campo de prisioneros de guerra alemanes, durante la Primera Guerra Mundial. Los prisioneros trabajaban extrayendo hierro de la mina de la isla (inactiva desde 1919).

## Historia
No se sabe mucho de la expansión de la cultura de los escotos desde Dalriada al norte de Ardnamurchan ni hay muchos registros históricos que permitan conocer la primera etapa del cristianismo en Raasay.  El topónimo Kilmaluag sugiere la presencia del santo Moluag, a finales del siglo VI.
Según la tradición, el clan de los MacSween fue el primero en dominar Raamsay, pero no hay pruebas escritas de ello. Desde 1518, los MacLeod gobernaron Raasay desde el castillo de Brochel.En ese año, Calum Garbh, el hijo menor del jefe McLeod de Lewis, obtuvo su título. A pesar de que eran protestantes, apoyaron al Príncipe Carlos en 1745. Tras la batalla de Culloden las tropas gubernamentales incendiaron la Casa de Raasay y muchas otras viviendas. En 1843, el último laird, John MacLeod, decidió emigrar a Australia a causa de las deudas. Posteriormente la isla la compraron entes privados con fines deportivos y recreativos, hasta que en 1912 la Baird & Co. la adquirió y abrió la mina. En 1922 pasó a manos del gobierno británico.

## Demografía
| Gráfica de evolución de Raasay entre 1780 y 2011 |
|                                                  |

Raasay tiene el más bajo porcentaje de población infantil de las islas habitadas de Escocia. La densidad de población de hablantes de gaélico es relativamente elevada (36% en el censo de 2001 aunque ha descendido desde comienzos del siglo XX: en los censos de 1901 y 1921, más del 75% de los habitantes eran hablantes de gaélico).

## Galería

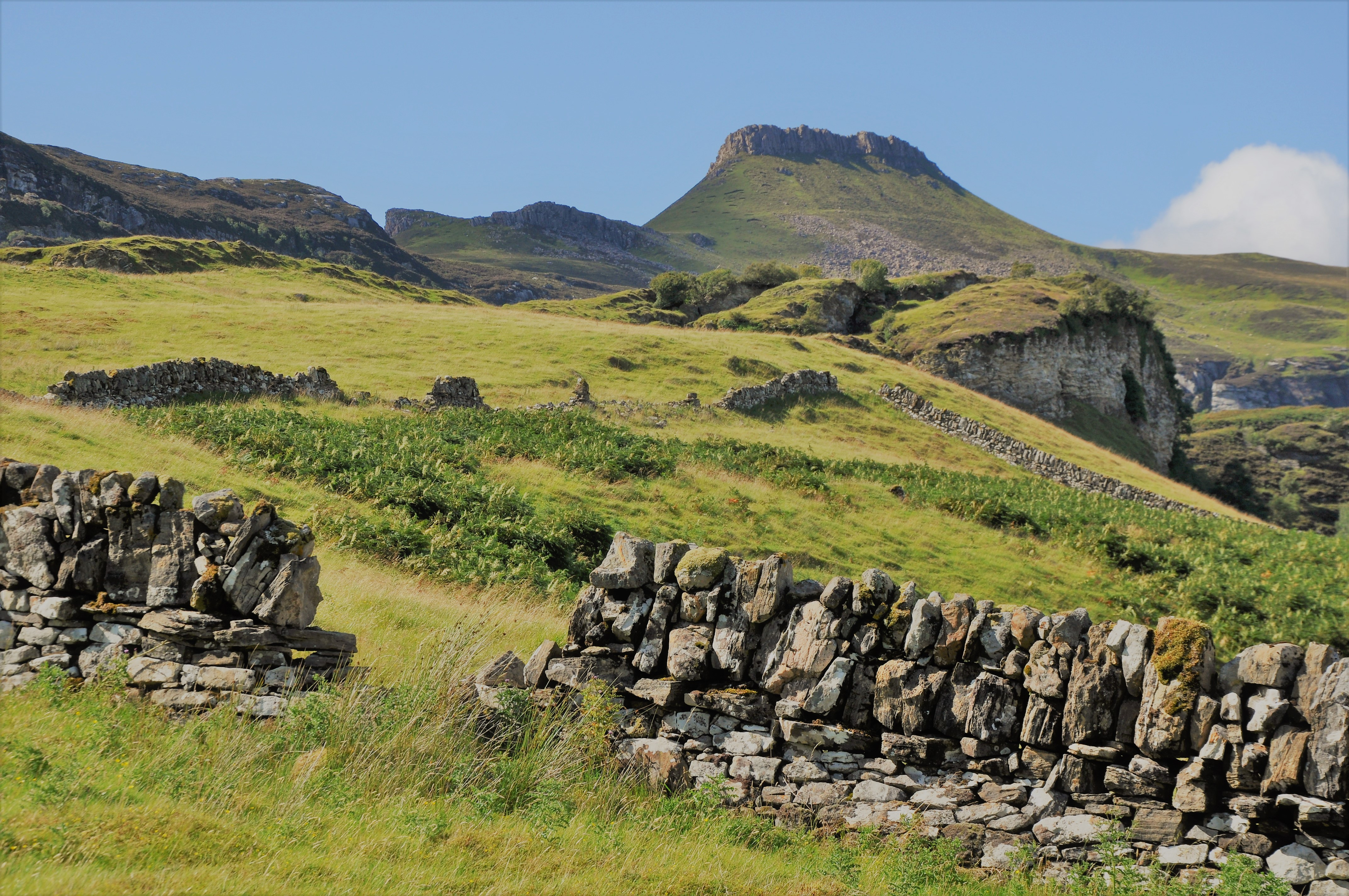
Pico Dun Caan (443 m)
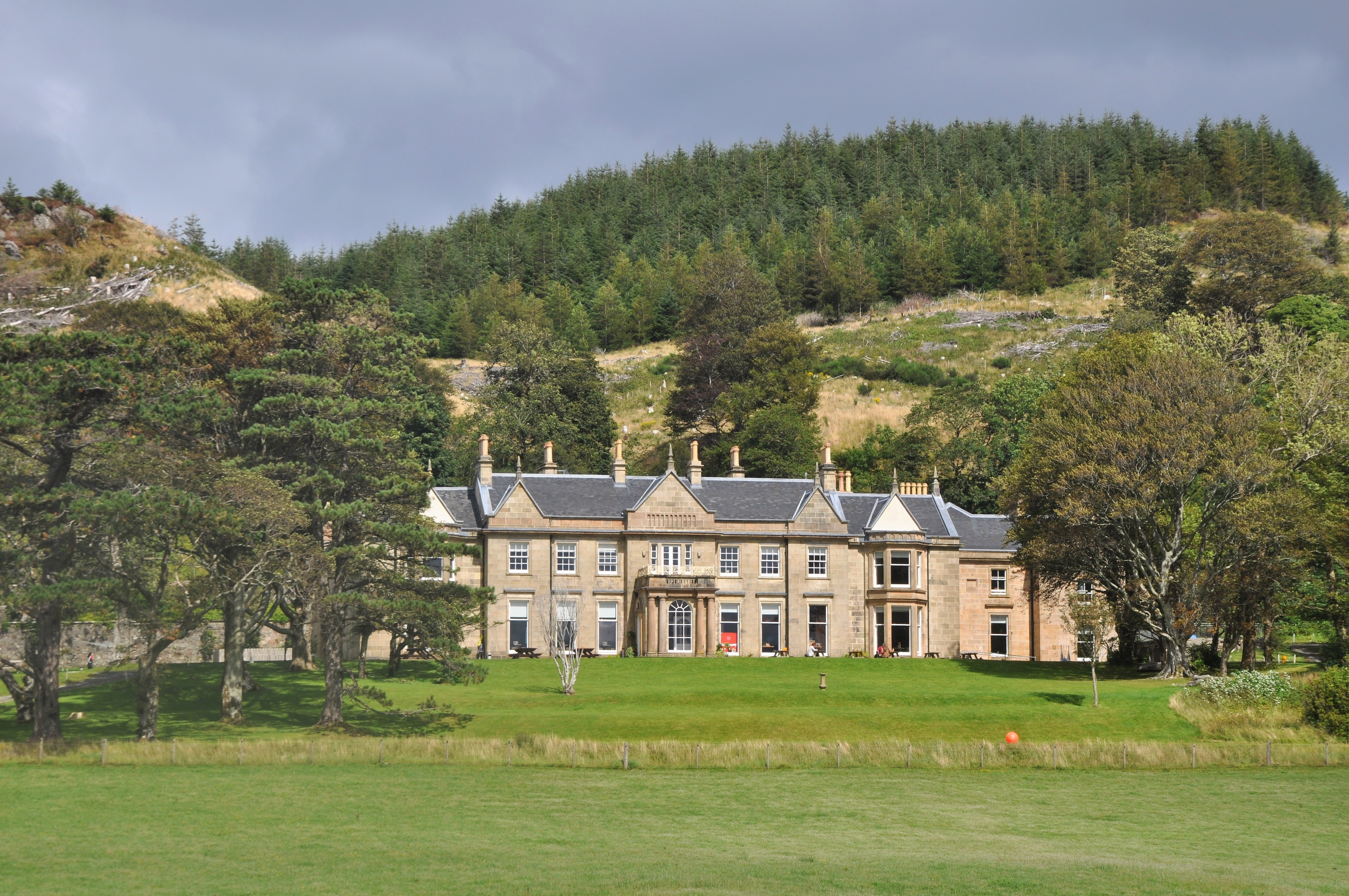
Casa de Raasay
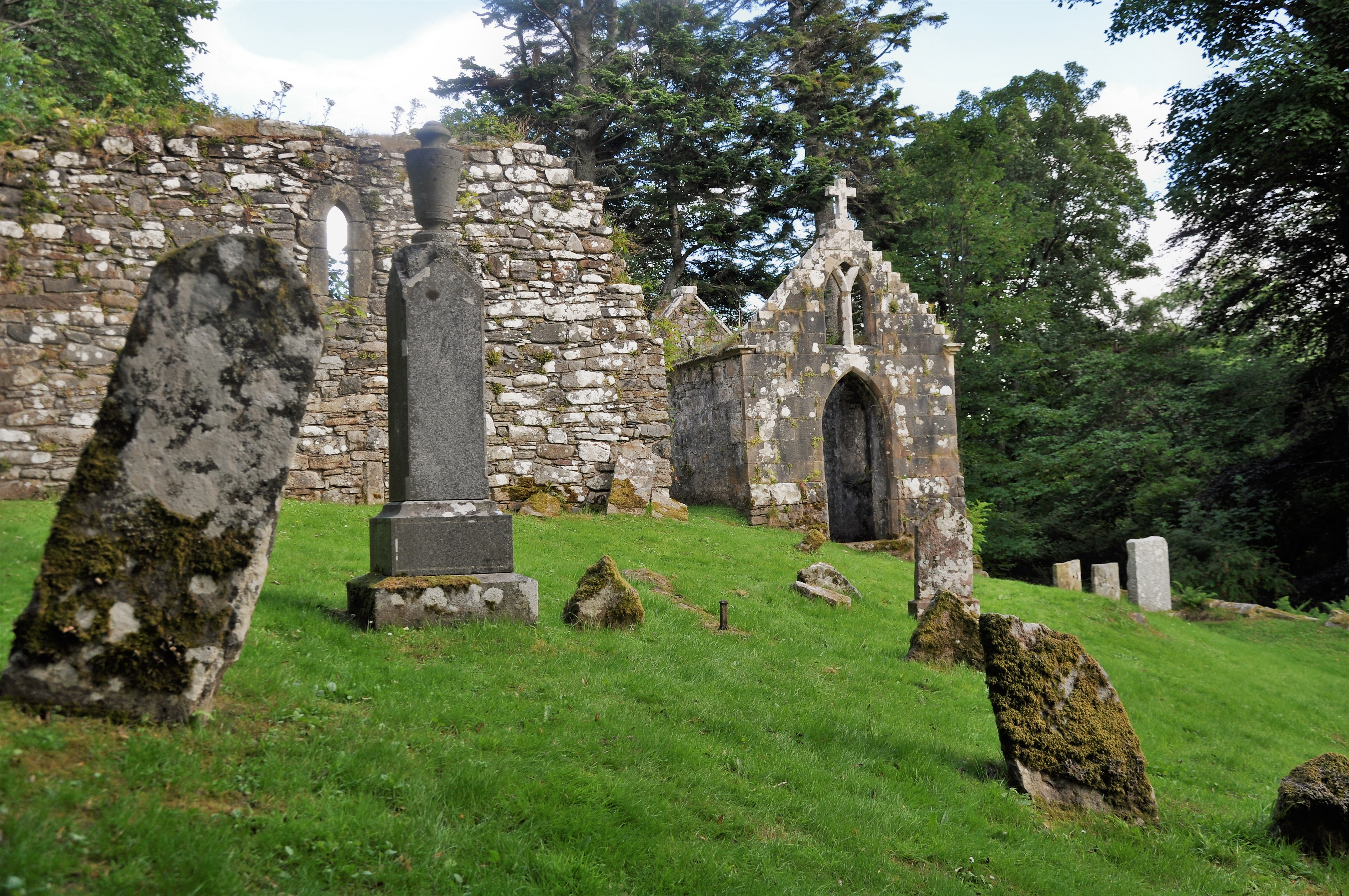
Capilla St. Maol-luag
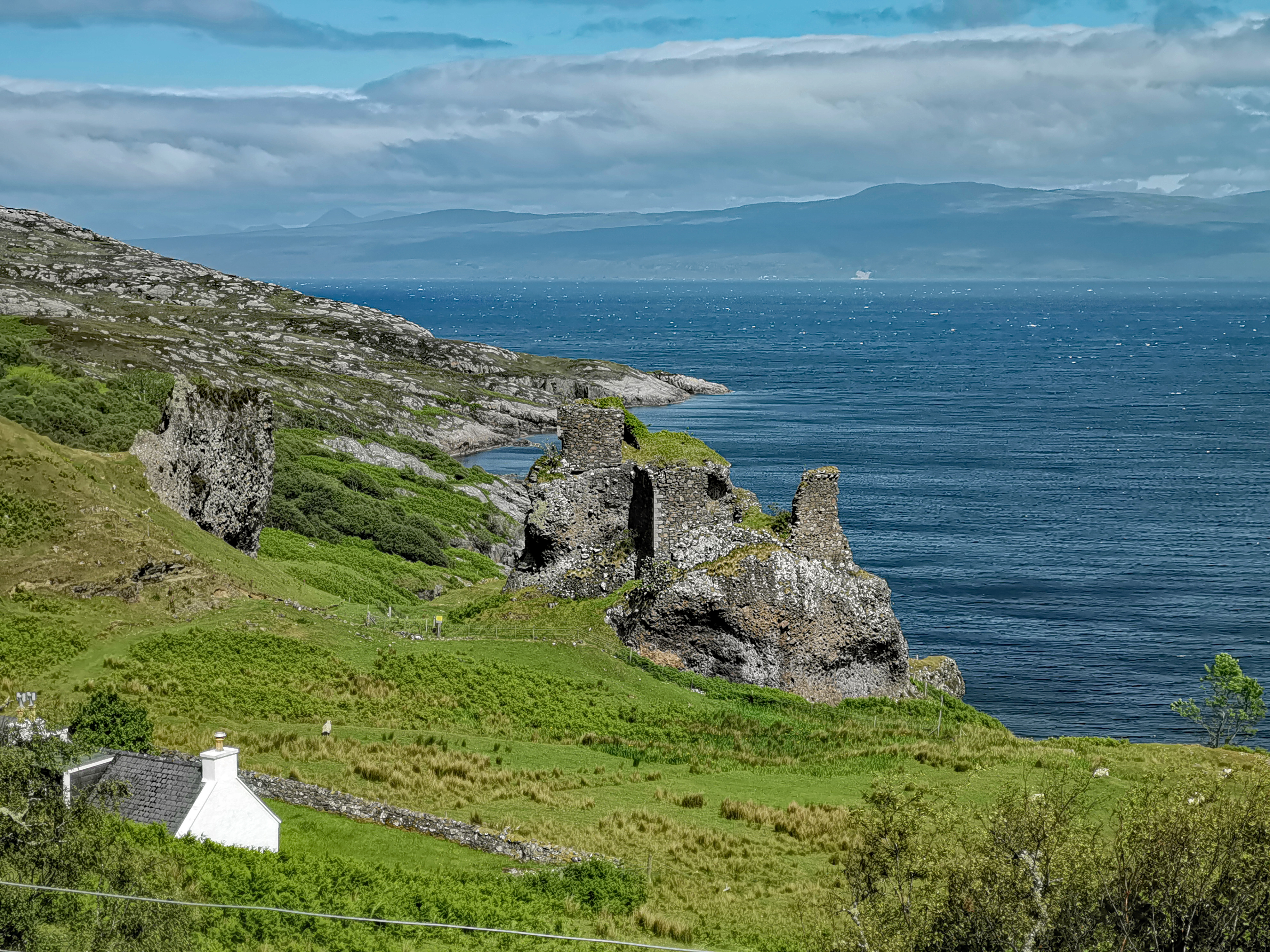
Castillo Brochel
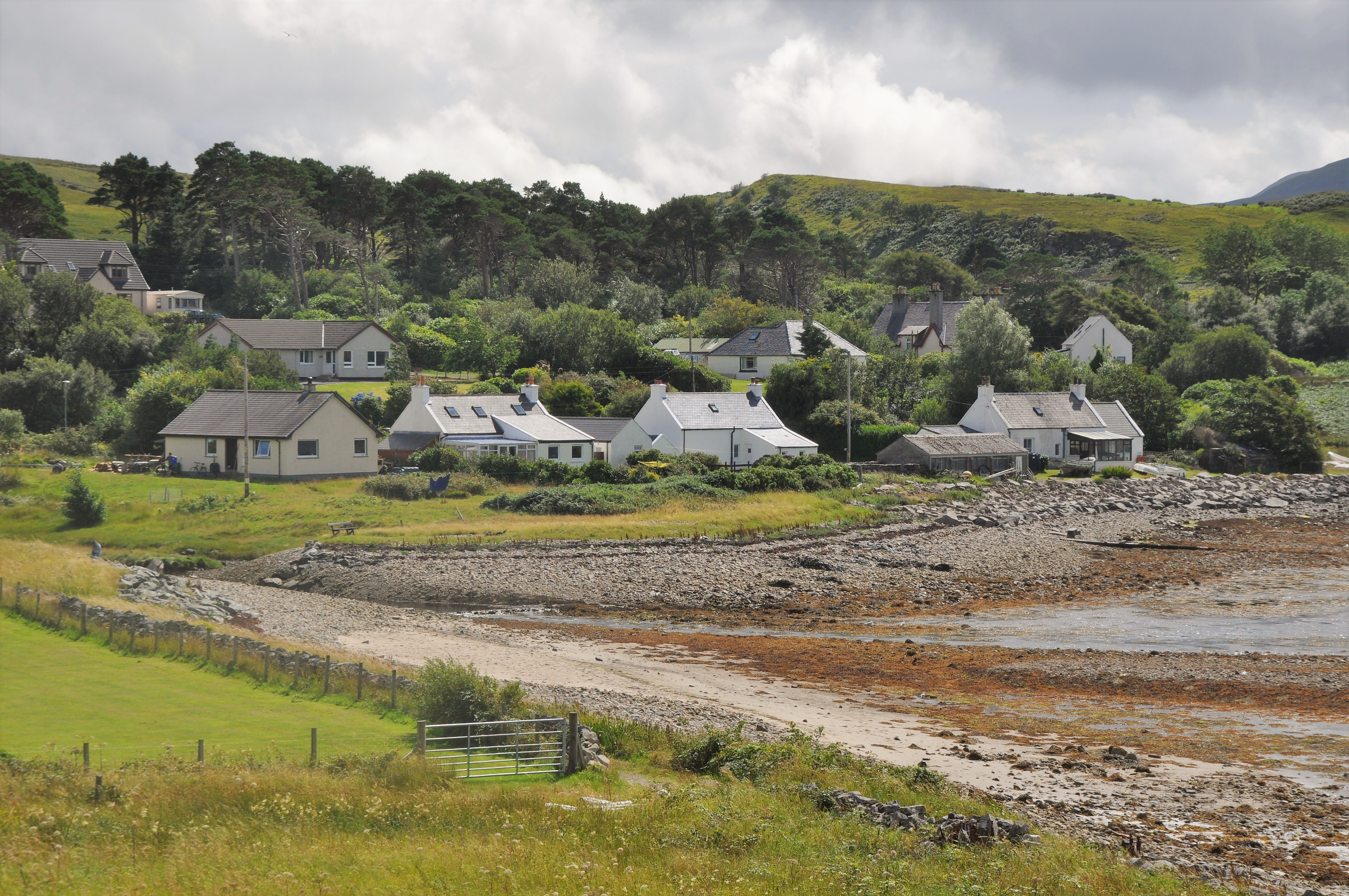
Suisnish